# ملاقات (فیلم ۱۹۶۴)
ملاقات (انگلیسی: The Visit) فیلمی در ژانر درام است که در سال ۱۹۶۴ منتشر شد. از بازیگران آن می‌توان به اینگرید برگمن، آنتونی کوئین، پائولو استوپا، والنتینا کورتس و ارنست شرودر اشاره کرد.